# Riu Po
|  | Per a altres significats, vegeu «Po (desambiguació)». |

El riu Po ( també Padus, del llatí Padus; o Erídan, del grec Ἠρῐδᾰνός Ēridanós i, posteriorment, Pados, de Πάδος Pados) és el riu italià més important, tant per la seva longitud, 652 km, com pel seu cabal màxim, 10.300 m³/s a Pontelagoscuro, una frazione del municipi de Ferrara. La seva conca hidrogràfica cobreix 71.057 km², o sigui, una quarta part del territori d'Itàlia. La seva conca és coneguda per la Padània. Travessa les ciutats de Torí, Cremona i Piacenza, també molts municipis petits, com Caselle Landi. El seu cabal mitjà a la desembocadura és de 1.560 m³/s.

## Geografia
El Po neix a Pian del Re, en el municipi de Crissolo al peu del Monte Viso, a 2.022 m d'altitud, en els Alps occidentals, i desemboca en la mar Adriàtica, formant un vast delta de 380 km², que comença a prop de Ferrara, on el Po es divideix en tres branques: el Po principal (al nord de Ferrara), des de Ferrara el Po di Volano i el Po di Primaro (o Primaro o Po morto di Primaro), per formar el delta del Po.
El Po principal se subdivideix en cinc braços principals: el Po de Maistra, el Po de Pila, el Po de Tolle, el Po de Gnocca i el Po de Goro.
La conca del Po afecta 3.200 municipis i sis regions: Piemont, Vall d'Aosta, Llombardia, Vèneto, Emília-Romanya i el Trentino-Tirol del Sud. Cobreix una gran part de la plana del Po, la regió més rica en Itàlia. La conca del Po alberga 16 milions d'habitants. És un element neuràlgic de l'economia italiana que representa el 40% del PIB del país, el 37% de la indústria, el 46% de les feines, el 55% de la producció animal, 35% de la producció agrícola, i 48% del consum d'electricitat.
Aquest riu es caracteritza per un règim mixt que integra elements propis dels rius atlàntics i mediterranis.

## Afluents
(E, esquerra; D, dreta):
- Pellice (E)
- Varaita (D)
- Maira (D)
- Dora Riparia (E)
- Stura di Demonte (E)
- Orco (E)
- Dora Baltea (E)
- Sesia (E)
- Tanaro (D)
- Scrivia (D)
- Agogna (E)
- Ticino (E)
- Lambro (E)
- Trebbia (D)
- Nure (D)
- Adda (E)
- Arda (D)
- Taro (D)
- Parma (D)
- Enza (D)
- Oglio (E)
- Mincio (E)
- Secchia (D)
- Panaro (D)

## Navegació
Durant molt de temps, el Po ha estat el més important canal de comunicació entre la mar Adriàtica i el nord-oest del país. Des de l'antiguitat s'unia el cor de la Llombardia, portant persones i mercaderies. Amb el pas del temps, el trànsit es va intensificar, afectant també el Ticino, el Mincio, l'Adda i tota la xarxa de canals artificials construïts entre l'Edat Mitjana i avui.
El riu va ser recorregut en els dos sentits per embarcacions cada vegada més nombroses i importants en dimensió. El descens era problemàtic en molts casos i, per mantenir la ruta, era freqüent en lloc dels rems i del timó deixar arrossegar cadenes en el fons dels rius. Per a la pujada del riu, a més a més de les veles, s'utilitzaven ganxos tirats per cavalls, ases, bous o fins i tot persones. El barquer se servia igualment d'una gran perxa per a empènyer, caminant ell fins i tot del davant al darrere de la barca.
Les barques de diferents tipus (bucintori (vaixell venecià), gavarra, rascone, magana, barbotta, burchi) variaven per les seves dimensions, però tenien totes la proa elevada i un fons pla que els permetia navegar sense tocar el fons.
Actualment, el Po és navegable en 389 km des de la sortida del Ticino fins al mar. Existeixen serveis actius de navegació comercial des de Falleba fins al mar (292 km).

## Història
El Po és de vegades identificat amb l'Erídan de la mitologia grega, riu on Faetó, fill d'Hèlios (el Sol) i de Clímene, va ser precipitat per Zeus –causant molts danys– mentre conduïa el carro del seu pare a través de la volta celeste.
Durant l'Edat Mitjana, el Po va ser una de les principals rutes comercials entre Venècia i les ciutats del nord d'Itàlia i al Po hi va haver també diversos enfrontaments militars entre les flotes de les ciutats i els senyors de la zona.
Aquest riu ha patit molts canvis en ser el més important de la zona. Per una banda, ha patit unes certes alteracions artificials, com la construcció de terraplens i canals. Un clar exemple és la formació del terraplè al costat esquerre del curs, des de Portalbera fins a la confluència de Tidone, que es va portar a terme al segle XIV durant el govern de Galeazzo Visconti. Aquest terraplè encara és efectiu i va fer recte el llit del riu durant 15 km. També es pot mencionar el canal artificial que es va construir durant les dècades de 1466 i 1476, que passava pel poble italià ara anomenat Monticelli Pavese. Per una altra banda, el riu Po també ha patit importants canvis naturals. Una de les evidències més òbvies d'aquests canvis geomorfològics va ser el desplaçament del riu de 2 km cap al nord, aigües avall de la confluència de Tanaro.

## Medi Ambient i Ecologia
La zona del delta del Po és un atractiu ambiental i natural molt important. No obstant això, el delta es veu afectat per la contaminació per microplàstics (MPP). Aquests microplàstics estan distribuïts al llarg del delta, especialment concentrats prop de les desembocadures del riu. Son fragments de plàstic dur i fibres sintètiques, destacant-hi el poliestirè (PS). L’abundància de MPP augmenta segons incrementa també la distància des de la línia d’aigua, degut als processos de recol·locació provocats pel vent i l’aigua.
Aquests microplàstics tenen un gran impacte en l’ecosistema, devaluant la qualitat dels sediments i representant un gran risc per a la fauna local, la qual es pot alimentar d’aquests sediments contaminats.

## La Plana del Po
La plana del riu Po és la gran depressió que segueix el traç del riu, situada entre els Alps i els Apenins. Es tracta d'una antiga badia omplerta per sediments d'origen oceànic i continental, acumulant fins a més de 10.000 metres de dipòsits des de l'Oligocè fins al Quaternari. Les altituds són generalment inferiors als 200 metres (Milà a 122 m, Udine a 137 m, Cremona a 47 m).
Malgrat la seva proximitat amb el Mar Mediterrani, el clima de la plana del Po és el continental, amb hiverns freds i estius càlids.
El paisatge ha patit una transcendental transformació antròpica durant segles, amb treballs de bonificació, drenatge i irrigació, especialment a la zona de Ferrara i el delta del Po. De fet, la plana del Po és la principal zona agrícola d’Itàlia, amb una agricultura intensiva però molt variada, amb petites explotacions a Piemont (amb una mitjana de 8ha el 1988), amb les grans cascine (granges tradicionals) a Llombardia, i amb arrossars a les províncies de Vercelli i Novara. No obstant, també hi destaquen la vinya, el blat de moro, cereals i avellaners.
Per una altra banda, la plana del riu Po també és el centre industrial d’Itàlia, destacant-hi la industria agroalimentaria.